# Filmen om Emelie Högqvist
Filmen om Emelie Högqvist är en svensk dramafilm från 1939 i regi av Gustaf Molander. I huvudrollerna ses Signe Hasso, Georg Rydeberg och Sture Lagerwall.

## Handling
Filmens handling börjar 1835. Emelie Högqvist är en skådespelerska på Kungliga teatern som inleder en intim förbindelse med kronprins Oscar och de får två barn. Kungen är döende och kronprinsessan Josephine söker upp Emelie för att få henne att avsluta förhållandet eftersom Oscar snart ska bli kung.

## Om filmen
Filmen var en av de dyraste filmer som Svensk Filmindustri producerade under 1930-talet. Den hade premiär annandag jul 1939 på biograferna Scania i Malmö, Röda Kvarn i Stockholm och i Uppsala.

## Rollista i urval
- Signe Hasso – Emilie Högqvist, skådespelare
- Georg Rydeberg – kronprins Oscar
- Sture Lagerwall – Jean Högqvist, Emelies bror, skådespelare
- Karl-Arne Holmsten – Christer Örnclou, löjtnant
- Georg Løkkeberg – Lord Arthur Bloomfield
- Elsa Burnett – kronprinsessan Josephine
- Irma Christenson – Marianne Berend, Jeans fästmö
- Olof Winnerstrand – baron von Brinkman
- Tollie Zellman – fru Högqvist, Emelies mor
- Anna Lindahl – Hanna Högqvist, Emelies syster, hattmodist
- David Knudsen – Bloomfield senior, brittisk minister
- Björn Berglund – August Blanche
- Sven Bergvall – överste Fleming, kommendant
- Anna-Lisa Baude – krogvärdinnan fru Grönlund
- Hilding Gavle – greve Claes Stjernhjelm
- Elsa Ebbesen-Thornblad – Kristin, husa hos Högqvists
- Hugo Björne – teaterdirektör Westerstrand
- Bengt Djurberg – Wilhelm von Braun
- Olav Riégo – Johan, hovmästare hos Bloomfields
- Gunnar Sjöberg – Knut Almlöf, aktör
- Karin Alexandersson – gamla Fina
- Olga Andersson – hovdam

## Musik i filmen
- Kungliga Svea Livgardes paradmarsch (Fest Marsch), kompositör Wilhelm Körner, instrumental.
- Undan ur vägen, ge rum för kurirn, gå ur vägen (Huru Mollberg skall bjuda till begravning efter mutter på krogen Wismar, och om hans avfärd ifrån stärbhuset), kompositör och text Carl Michael Bellman, deklameras av Sture Lagerwall
- Tjänare Mollberg, hur är det fatt? (Till fader Mollberg rörande hans harpa, och tillika ett slags ad notitiam, att Mollberg led oskyldigt på krogen Rostock), kompositör och text Carl Michael Bellman, deklameras av Sture Lagerwall
- Etyd, piano, op. 10. Nr 3, E-dur, kompositör Frédéric Chopin, instrumental.